# Mgławica Pelikan
Mgławica Pelikan (znana również jako IC 5070 oraz IC 5067) – obszar H II stanowiący całość z mgławicą Ameryka Północna w konstelacji Łabędzia. Mgławica ta znajduje się w odległości około 2000 lat świetlnych od Ziemi. Kształtem przypomina pelikana. Mgławica Pelikan znajduje się na dużym obszarze emisji mgławic w konstelacji Łabędzia, blisko gwiazdy Deneb. Od większej i jaśniejszej mgławicy Ameryka Północna jest optycznie rozdzielona przez molekularne chmury ciemnego pyłu znanego jako ciemna mgławica LDN 935.
Mgławicę tę odkrył Max Wolf na zdjęciu zrobionym 1 czerwca 1891 roku. Niezależnie odkrył ją Thomas Espin 7 września 1899 roku.
Mgławica Pelikan jest obiektem wielu badań, ponieważ stanowi mieszankę szczególnie aktywnych formacji gwiazd oraz zmieniających się chmur gazu. W związku z małymi energiami chmury gazu powoli przekształcają się od gazu zimnego do gorącego, powodując jonizację warstw zewnętrznych. Szczególnie gęste włókna zimnego gazu są nadal widoczne. Na obszarze Mgławicy Pelikan oraz Mgławicy Ameryka Północna można wyróżnić trzy gromady gwiazd. Jednak obecnie nie można o nich powiedzieć z całą pewnością, że stanowią część tej mgławicy. Obiekt NGC 6996 prawdopodobnie nie jest prawdziwą gromadą gwiazdową, lecz stanowi przykład asteryzmu jako jedynie przypadkowe ułożenie gwiazd znajdujących się w różnych odległościach. Obiekt ten często jest mylony z NGC 6997. NGC 6997 jest z całą pewnością gromadą gwiazdową, jednak jest to raczej gromada stara, która prawdopodobnie nie utworzyła się w tej mgławicy. Możliwe, że Collinder 428 jest gromadą związaną z mgławicą.
Za miliony lat mgławica ta straci swój kształt, gdyż rozmieszczenie gwiazd i gazu będzie już zupełnie inne.